# Ptiolina longipilosa
Ptiolina longipilosa är en tvåvingeart som beskrevs av Akira Nagatomi 1986. Ptiolina longipilosa ingår i släktet Ptiolina och familjen snäppflugor. Inga underarter finns listade i Catalogue of Life.